# جمهوری خودمختار نخجوان
نخجوان، با نام رسمی جمهوری خودمختار نخجوان (به ترکی آذربایجانی: Naxçıvan Muxtar Respublikası)، بخشی از جمهوری آذربایجان به مرکزیت شهر نخجوان است. نخجوان ۵۳۶۳ کیلومتر مربع وسعت دارد و کل جمهوری از ۸ شهر، ۸ شهرستان و در حدود ۲۰۳ روستا تشکیل شده است. جمعیت این منطقه تقریباً ۴۵۰٬۰۰۰ نفر است.
در ۹ فوریه سال ۱۹۲۴ میلادی، نخجوان به صورت جمهوری خودمختار تأسیس شد.
این جمهوری خودمختار، در جنوب قفقاز و شمال رود ارس واقع شده و از شمال و مشرق محدود به جمهوری ارمنستان از جنوب محدود به ایران و از غرب محدود به ترکیه است.
طول مرزهای این جمهوری با جمهوری ارمنستان ۲۲۴ کیلومتر، ایران ۱۶۳ کیلومتر و جمهوری ترکیه ۱۲ کیلومتر است. مساحت این جمهوری خودمختار ۵۵۰۰ کیلومتر می‌باشد.

## تاریخ نخجوان
نخجوان در سده‌های ۹ و ۸ پیش از میلاد زیر سلطه دولت «اورارتو» قرارگرفت. در زمان پادشاهی «منوئه» (۸۱۰–۷۷۸ پیش از میلاد مسیح) لشکریان «اورارتو» با گذشتن از رود ارس به سوی شمال و جلگه ایروان تاختند؛ و قسمت‌هایی از این سرزمین را به تصرف خود درآوردند. «منوئه» برای حفظ نواحی تسخیر شده، در ساحل راست شمالی رود ارس نزدیک روستایی که اکنون به نام ترکی «داش‌بورون» معروف است مرکز اداری تأسیس کرد، و آن را «منوآهینیلی» MENUAHINILI نامید.
در سده هشتم پیش از میلاد بخشی از اراضی تابع دولتهای «ماننا» و ماد بود؛ ولی در سده هفتم پیش از میلاد بخشی از شاهنشاهی (امپراتوری) هخامنشیان شد، که در آن زمان یکی از مناطق استراتژیک هخامنشیان بود. از آن پس فرمانروایان ارمنی از دودمان یرواندی بر نخجوان حکم راندند؛ و این کار با موافقت کوروش بزرگ پادشاه هخامنشی صورت گرفت.

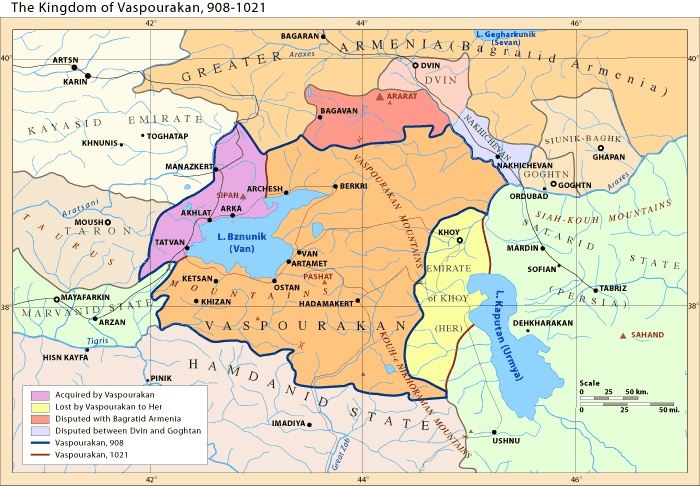
سال ۹۰۸ میلادی

بعد از «یرواندیان» دودمان «ارتاشیان» و سپس اشکانیان بر نخجوان حکم‌فرامایی کردند و نخجوان بخشی از سرزمین اتورپاتکان شد. بعدها این سرزمین به دو گروه از «ناخارارهای» ارمنی تعلق یافت. شمال آن در اختیار دودمان «سیونی» و جنوب آن زیر فرمان دودمان «آرتسرونی» قرار گرفت.
در سده سوم میلادی نخجوان به همراه بخش شرقی قفقاز (آلبانیای قفقاز) تابع دولت ساسانی بود، و شاهان ساسانی مرزبانانی بر این سرزمین می‌گماردند. در پیکارهای میان دولتهای ایران و روم و بعدها ایران و بیزانس، نخجوان بارها مورد تاخت و تاز قرار گرفت در این سرزمین آتشکده‌های متعددی وجود داشته است؛ و در این حین کلیساهایی نیز در آن منطقه بناگردید. از آثار به جای مانده از آن زمان می‌توان دریافت که زرتشتیان و مسیحیان در کنار یکدیگر زندگی می‌کردند.

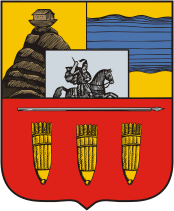
نشان رسمی ۱۸۴۳

این جمهوری خودمختار براساس معاهده ترکمنچای در سال ۱۸۱۸ میلادی از ایران، و در سال ۱۹۱۸ میلادی توسط ارمنی‌ها از خاک جمهوری آذربایجان جدا گردید اما با اعلام خودمختاری در ترکیب جمهوری آذربایجان قرار گرفته است. بعد از فروپاشی شوروی و آغاز جنگ ارمنستان و آذربایجان، ارتباط زمینی نخجوان با باکو قطع شد.
آئین مسیحیت در سده چهارم میلادی توسط «گریگور» مشهور، و تیرداد سوم یا تیرداد بزرگ، شاه ارمنستان، رواج یافت. از این به بعد آئین زرتشت در معرض نابودی قرار گرفت.
در سده‌های ۵ و ۶ میلادی یکی از مناطق مرزبان‌نشین ساسانی، نخجوان بود. اواخر سده ۶ میلادی بخشی از نخجوان، از جمله ناحیه «سیونیک» ضمیمه خاک «آتورپادکان» شد. از قرن ۴ تا ۱۱ میلادی کرسی اسقفی «اساقفه» وابسته به دودمان مرادابتونی «مردبد» در نخجوان قرار داشت. سده ۴ میلادی هزاران ارمنی و یهودی «نخجوان، به ویژه شهر مرکزی آن سکنی داشتند. درنیمه نخست سده ۶ میلادی در نخجوان مرکز ضرب سکه‌های ساسانی دایر شد. درعهد جنگ‌های «ایران» و «بیزانس» در سال ۶۲۵ میلادی هراکلیوس طی لشکرکشیهای خود شهر و بخشی از سرزمین نخجوان را ویران کرد.
در سال‌های ۴۱۲–۴۱۱ هجری قمری «ترکان غز» به سرزمین «وسپوهرگان» که شامل نواحی «وان»، «اردوبار» و «نخجوان» بود، حمله بردند. بعضی تاریخ‌نگاران از وجود پیکارهایی میان ارمنیان و ترکان نخجوان در «دوین»(DVIN) خبر داده‌اند.
نخجوان در سده‌های ۱۰ و ۱۱ میلادی (۴ و ۵ هجری) از شکوفایی برخوردار بود ولی از آن پس ترکان غز به سرزمین مزبور هجوم آوردند. در سده ۱۲ میلادی (۶هجری قمری) نخجوان تابع دولت «ایلدگزها» بود. در شهر نخجوان کلیساها، مساجد و کاروانسراهای متعددی وجود داشت که بسیاری از آن‌ها تخریب یا به کل برچیده شده‌اند. سال ۱۲۲۱ میلادی (۶۱۸ هجری قمری) مغولان به نخجوان حمله بردند. در سال ۱۲۲۵ میلادی، ۶۲۲ هجری قمری «جلال‌الدین محمدخوارزمشاه» بر نخجوان حکم راند.
در سده‌های ۱۱ و ۱۲ هجری (۱۶ و ۱۷ میلادی) و دوران جنگ‌های ایران و عثمانی، اراضی نخجوان بارها به میدان جنگ سپاهان دو کشور تبدیل شد.
در قرن ۱۱ هجری (سال ۱۰۱۲ هجری قمری)، ۱۶۰۳ میلادی شاه عباس برای بازپس گرفتن ولایات شمال غربی ایران از دولت عثمانی به آذربایجان لشکر کشید. شاه عباس با روش خاصی که در جنگ‌ها داشت توانست بخش بزرگی از آذربایجان، قره‌باغ، ارمنستان و نخجوان را از ترکان بازپس گیرد. در سال ۱۱۳۷ هجری قمری پایان عصر صفویان حاکم بر نخجوان کلید خورد و ولایت به پسر عسکرشاه تهماسب تسلیم شد. در پیکاری که میان نادرشاه افشار و «تیمورپاشا» درگرفت، سردار ترک شکست خورده این شکست سبب شد که «علی‌پاشا» طی نامه‌ای متذکر گردد که آماده است «قلعه نخجوان» را رها کند و به قسطنطنیه بازگردد.
در دوران جنگ‌های ایران و روس (۱۸۲۶–۱۸۲۸میلادی)، نخجوان از سوی ارتش روسیه تزاری اشغال شد و طبق معاهده ترکمنچای اراضی این سرزمین به تصرف دولت روسیه درآمد. در سال ۱۸۴۱ میلادی «قرن ۱۹ میلادی» نخجوان تابع حکومت گرجستان و در سال ۱۸۴۶ میلادی تابع حکومت ایروان «ارمنستان» شد؛ و در سال ۱۹۱۸ میلادی نخجوان تحت اشغال نیروهای ترک قرار گرفت.

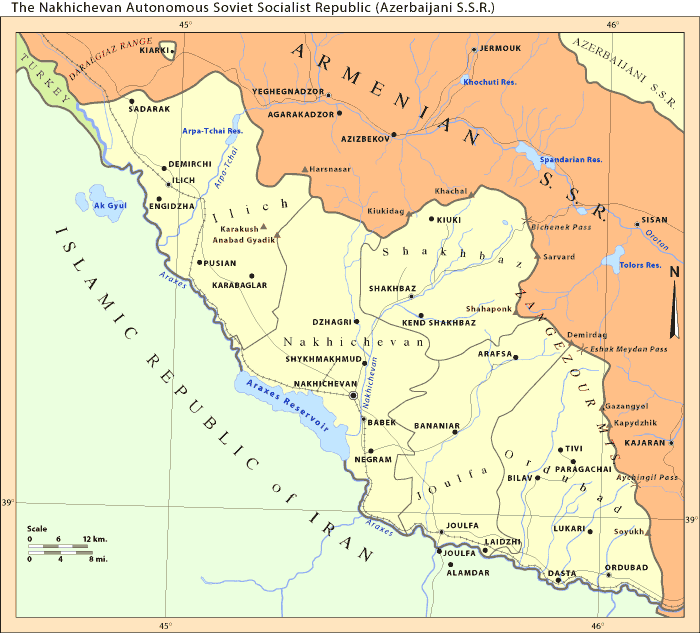

بعد از شکست عثمانیها در جنگ جهانی اول، ترکیه جمهوری ارس را در این ناحیه تشکیل داد. این جمهوری تا ژانویه سال ۱۹۱۹ میلادی که نیروهای انگلیسی نخجوان را اشغال کردند وجود داشت. پس از آن، در نخجوان تشکیلات جدیدی در شکل فرمانداری نظامی تحت قیومت انگلیس به وجود آمد، و یک عضو فدراسیون انقلابی ارمنی ریاست حکومت نخجوان را به عهده گرفت. انگلیسی‌ها سرانجام از روس‌های بلشویک در قفقاز شکست خورده و از نخجوان و قفقاز عقب‌نشینی کردند.
در ۲۸ ژوئیه سال ۱۹۲۱ میلادی سه ماه پس از تأسیس دولت شوروی سوسیالیستی، نخجوان نیز به صورت یک جمهوری شوروی سوسیالیستی تأسیس شد؛ و در تاریخ ۹ فوریه سال ۱۹۲۴ میلادی نخجوان به صورت جمهوری خودمختار و جزئی از جمهوری شوروی سوسیالیستی آذربایجان درآمد و نخستین قانون اساسی آن در سال ۱۹۲۶ میلادی به تصویب رسید.

## ریشه نام نخجوان
در گویش‌های مختلف به نخجوان، «ناخ جوان»، «ناخ جاوان»، «ناخ ایجه‌وان»، «ناخ‌ایجاوان» هم گفته شده است که بر پایه نظر زبان‌شناس قرن نوزدهم جان هنریش این نام از «ناخ‌ناگان ایجه وان» در زبان ارمنی گرفته شده است و به معنی «نخستین استراحتگاه» است. بر پایه نوشته‌های انجیل نوح پس از فرونشستن جوشش طوفان در کوهستان آرارات فرود آمده بود. بدان سبب نخجوان با گویش ارمنی بدین نام نامیده شد. البته این نام در دوران باستان به این شکل نیامده است و هنریش معتقد است این نام دگرگون شده Nakhchivan به Naxčavan است که از کلمه Naxč و پسوند avan که در ارمنی به معنی شهر است پدید آمده است. نخجوان نیز در جغرافیای بطلمیوس و توسط دیگر نویسندگان کلاسیک به عنوان Naxuana ذکر شده بود.
نخجوان را در سده‌های نخست میلادی «آپوواتریون» می‌نامیدند که به معنی «استراحتگاه و کاروانسرای» است. در سده دوم میلادی، نخجوان را به نام «ناکساوانا» NAXOUANA نامیدند.
ریشه نام نخجوان در زبان پارسی پهلوی است یعنی معرب واژه نخگیرپان (نخگیر= شکار و پان پسوند نگهبانی که روی‌هم‌رفته به معنی شکارگاه می‌باشد) و مهم‌ترین سند معتبر کتاب ایران در زمان ساسانیان نوشته کریستین سن است. عده کمی از زبان شناسان این واژه را ترکی شدهٔ نقش جهان می‌دانند.
البته برخی از اشخاص در جمهوری آذربایجان نخجوان را با نام نقش جهان نیرمیشناسند.

## جغرافیای نخجوان
مختصات جغرافیایی جمهوری خودمختار نخجوان بدین قرار است:
طول جغرافیایی: ۱۲”/۴۶′/۴۴° تا ۵۴”/۸′/۴۶° شرقی.
عرض جغرافیایی: ۴۸”/۵۰′/۳۸° تا ۳۰”/۴۷′/۳۹° شمالی.
نخجوان در ترکیب کشور آذربایجان یک جمهوری خودمختار است که پیوستگی ارضی و جغرافیایی با پیکره اصلی خاک جمهوری آذربایجان ندارد. این جمهوری خودمختار از جنوب و شمال غربی با جمهوری اسلامی ایران و جمهوری ترکیه و از شمال و شمال شرقی به جمهوری ارمنستان محدود شده و با جمهوری اسلامی ایران ۱۶۳ کیلومتر مرز مشترک دارد. خطوط مرزی نخجوان با جمهوری اسلامی ایران طی معاهده ترکمنچای مشخص شده است و مرزهای این کشور، جمهوری ترکیه و جمهوری ارمنستان به موجب موافقت‌نامه «قارص» مشخص گردیده است.
جمهوری خودمختار نخجوان دارای سرزمینی پست است. مرتفع‌ترین قله این جمهوری خودمختار حدود ۳۹۰۴ متر ارتفاع دارد که به نام «قاپی جیق» معروف است.

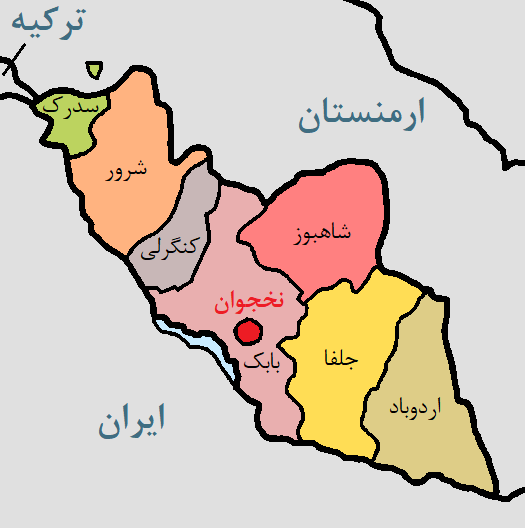
نقشهٔ شهرستان‌های جمهوری خودمختار نخجوان.

این جمهوری خودمختار با ۵٬۵۰۰ کیلومتر مربع وسعت و ۴۵۶٬۱۰۰ نفر جمعیت، نهمین بخش کشور محسوب می‌شود.
نخجوان از سمت شمال و شرق به کشور ارمنستان، از سمت جنوب به کشور ایران و از سمت غرب به کشورهای ایران و ترکیه محدود شده است.
این جمهوری خودمختار به ۸ قسمت شامل یک «شهر تابع جمهوری» (Respublika Tabeli Şəhər) و ۷ «شهرستان» یا «منطقه» (Rayon) تقسیم شده است:
| شهرستان                   | مرکز     | نوع     | مساحت (km2) | جمعیت (سرشماری ۲۰۱۱) |
| ------------------------- | -------- | ------- | ----------- | -------------------- |
| شهرستان بابک (Babək)      | بابک     | شهرستان | 749,81      | 66,200               |
| شهرستان جلفا (Culfa)      | جلفا     | شهرستان | 1012,75     | 43,000               |
| شهرستان کنگرلی (Kəngərli) | قیوراق   | شهرستان | 711,86      | 28,900               |
| نخجوان (Naxçıvan Şəhər)   | n/a      | شهرداری | 191,82      | 85,700               |
| شهرستان اردوباد           | اردوباد  | شهرستان | 994,88      | 46,500               |
| شهرستان صدرک (Sədərək)    | حیدرآباد | شهرستان | 153,49      | 14,500               |
| شهرستان شاهبوز (Şahbuz)   | شاهبوز   | شهرستان | 838,04      | 23,400               |
| شهرستان شرور (Şərur)      | شرور     | شهرستان | 847,35      | 106,600              |
| مجموع                     |          |         | 5,500       | 414,900              |

### رودها
در این جمهوری خودمختار حدود ۴۰۰ رودخانه بزرگ و کوچک وجود دارد که رود «ارس» از جمله آنهاست، بعد از رود ارس مهم‌ترین رودهای نخجوان عبارت‌اند از: «آرپاچائی، نخجوان چائی، الینجه چائی و گیلان چائی»

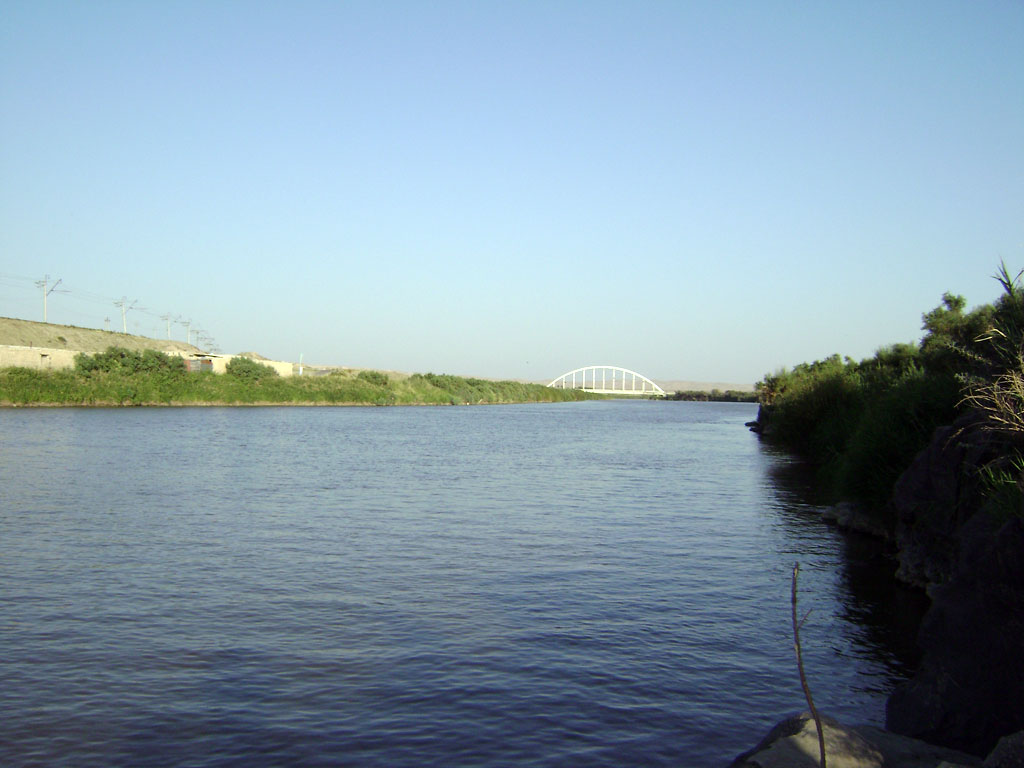
رودخانه ارس

رود ارس در مرز میان جمهوری اسلامی ایران و جمهوری خودمختار نخجوان قرار دارد، بزرگ‌ترین شاخه رودکر است. طول این رود ۱۰۷۲ کیلومتر و حوزه آن ۱۰۲۰۰ کیلومتر مربع است. ارس از دامنه‌های کوه بیسؤل Bingöl در ترکیه سرچشمه می‌گیرد، بعد از پیوستن رودخانه آخوریان دردشت «آغری‌داغ» جریان می‌یابد و در این‌جا به شاخه‌هایی تقسیم می‌شود.
شاخه‌های اصلی عبارت‌اند از: آخوریان، رازدان، آرپاچای، ووروتان، قوتورچای و قره سو.
این رود سالانه ۶/۷ کیلومتر مکعب آب و ۱۶ میلیون تن رسوبات را حمل می‌کند.

### آب و هوا
منطقه خودمختار نخجوان در ارتفاع ۷۰۰ تا ۱۰۰۰ متری، دارای آب و هوای قاره‌ای خشک، با زمستانی سرد و خشک و تابستانی گرم است. مناطق جنگلهای کوهستانی آب و هوای نیمه معتدل دارند.
میزان بارندگی در نواحی مختلف جمهوری خودمختار نخجوان ۲۰۰ الی ۳۰۰ میلی‌متر و در کوهپایه‌ها و ارتفاعات کم ۳۰۰ تا ۹۰۰ میلی‌متر است.

## جمعیت
بر پایه سرشماری سال ۲۰۰۹ جمعیت نخجوان بالغ بر ۳۹۸٬۰۰۰ بود. در سال ۱۹۹۹ حدوداً ۹۹٪ جمعیت ترک آذربایجانی بودند همراه با ۰٫۱۵٪ روس و ۰٫۶٪ کرد.تقریباً تمام مردم منطقه شیعه هستند.
کُردها در گذشته بخش بزرگتری از ساکنان نخجوان را تشکیل می‌دادند اما زیرفشار سخت آسمیله، شمار آن‌ها در جمهوری آذربایجان کاهش یافته است.

## ساختار سیاسی
مرکز تصمیم‌گیری این جمهوری خودمختار «مجلس عالی» آن است اما در تصمیمات مهم حیاتی و سیاسی به ویژه در مسائل خارجی تابع باکو است. رئیس مجلس عالی که شخص اول سیاسی نخجوان است، در مسائل کلی و سیاست خارجی با باکو هماهنگی می‌کند.
ارگانها و مراکز قانون‌گذاری و اجرایی جمهوری خودمختار نخجوان عبارت‌اند از:
- ۱ ـ مجلس قانون‌گذاری با ۱۱۰ عضو
- ۲ ـ قوه اجراییه با ترکیب وزراء
- ۳ ـ دادگاه عالی:
- الف) دادستانی
- ب) دادگاه اقتصادی

همچنین این جمهوری دارای پارلمانی متشکل از ۴۵ نماینده است که به جز امور مربوط به سیاست خارجی و دفاع، تعیین مسؤولین اجرایی جمهوری را به عهده دارد.
بر اساس قانون اساسی جمهوری آذربایجان، رئیس پارلمان جمهوری معاون رئیس مجلس ملی جمهوری آذربایجان نیز هست.

در ماده ۱۶۳ قانون اساسی، در مورد جمهوری خودمختار نخجوان می‌خوانیم:
«جمهوری خودمختار نخجوان حکومت خودمختار درترکیب جمهوری جمهوری آذربایجان است»
و در ماده ۱۶۴ در مورد حاکمیت در جمهوری خودمختار نخجوان می‌خوانیم:
«قوه مقننه در جمهوری خودمختار نخجوان مجلس عالی، قوه مجریه هیئت وزراء و قوه قضائیه دادگاه‌های جمهوری خودمختار نخجوان است»
نمایندگان مجلس عالی نخجوان به‌مدت ۵ سال انتخاب می‌شوند. رئیس این مجلس، شخص اول جمهوری خودمختار نخجوان است. یکی از وظایف این مجلس تصویب قانون اساسی جمهوری خودمختار نخجوان است. به شرطی که با قانون اساسی و سایر قوانین جمهوری آذربایجان در تضاد نباشد:
در ۱۸ آوریل ۱۹۲۶ میلادی کلیه مردم نخجوان به این نوع حکومت و قانون‌گذاری و نحوه اداره جمهوری خودمختار رأی مثبت دادند.
درسالهای ۱۹۳۷ و ۱۹۷۸ میلادی مردم با نگرشی جدید در قانون اساسی دوباره به نوع حکومت قبلی رأی اعتماد دادند و سرانجام در ۱۷ نوامبر سال ۱۹۹۱ میلادی جمهوری خودمختار نخجوان با تغییرات کلی در قانون اساسی داد. قانون‌های سوسیالیستی قبل را تا اندازه‌ای حذف و نام آن را جمهوری سوسیالیستی نخجوان به جمهوری خودمختار نخجوان تغییر کرد.

## اوضاع اقتصادی
پس از جنگ جمهوری ارمنستان و جمهوری آذربایجان، صنایع رشد قابل ملاحظه‌ای نداشت و با بسته شدن راه ارتباطی جمهوری خودمختار نخجوان با جمهوری آذربایجان در زمان شروع جنگ، این جمهوری در وضع بحرانی خاصی قرار گرفت. صنایع متحمل خسارت سنگینی شدند و روند صادرات به میزان چشمگیری کاهش یافت؛ ولی طی سالیان اخیر میزان توسعه و پیشرفت‌ها بعینه قابل مشاهده می‌باشد که در این راه می‌توان به نقش کشور ترکیه و ایران اشاره کرد. ساخت کارخانه‌های کوچک، نیروگاه برق، فرودگاه بین‌المللی این جمهوری نشان از توسعه و تکامل آن دارد. از نظر رفاهی نیز وجود چندین بیمارستان باعث شده تا مسافران کمتری از بابت درمان وارد ایران شوند از جمله می‌توان به چند کلینیک دندانپزشکی / قلب که با مشارکت متخصصین ایرانی و محلی در حال حاضر به ارائه خدمات به مردم این منطقه می‌باشند.

## آموزش و فرهنگ
در سال ۱۹۸۳ میلادی شمار واحدهای آموزشی جمهوری خودمختار نخجوان به ۲۰۶ واحد رسید که ۶۱ هزار نفر در آن به تحصیل مشغول بودند. در حال حاضر تقریباً ۲۱۸ واحد آموزشی در این جمهوری خودمختار وجود دارد که تعداد ۶۳۱۷۰ نفر مشغول به تحصیل هستند.
از سال ۱۹۷۰ میلادی به بعد آموزشگاه‌های شبانه‌روزی، تحصیل غیرحضوری، کودکستان، مهدکودک، مراکز آموزشی تربیتی، انیستیتوها، مراکز تعلیم حرفه و شغل و خانه‌های هنر و دیگر مراکز آموزشی دایر شد و در حال حاضر تقریباً ۷۸۷۷ معلم و مدرس مشغول تدریس هستند.
از سال ۱۹۶۷ میلادی تربیت مدرس شاخه‌ای از دانشگاه تربیت معلم جمهوری آذربایجان در جمهوری خودمختار نخجوان احداث شد؛ و در سال ۱۹۷۲ میلادی تربیت مدرس از دانشگاه حالت رسمی به خود گرفت و مستقل شد و در سال ۱۹۹۰ میلادی به دانشگاه دولتی نخجوان تغییر نام داد.
در این جمهوری خودمختار تقریباً ۲۷۰ کلوپ، ۲۸۳ کتابخانه و ۲۰۰ مرکز پخش فیلم وجود دارد. روزنامه دروازه «شرق» اولین روزنامه این جمهوری است.
رادیو جمهوری خودمختار نخجوان از سال ۱۹۳۱ میلادی فعالیت خود را شروع کرد و از سال ۱۹۶۵ میلادی نیز فعالیت تلویزیون آغاز شد.
در این جمهوری خودمختار آمفی‌تئاتر ملی، موسیقی ملی و سنتی، ارکستر ملی، آوازه‌های محلی و موزه‌های تاریخی و ادبیات فعال هستند، ازجمله موزه‌های جمهوری خودمختار نخجوان می‌توان به حیدرعلیف، حسین جاوید، تاریخ، اردوباد… اشاره داشت.
منطقه نخجوان زادگاه سیاستمداران زیادی است که عموماً در تحولات سیاسی جمهوری آذربایجان نقش اساسی و تعیین‌کننده داشته‌اند. ابوالفضل ایلچی بیگ، رسول قلی اف و حیدر علی اف هر سه در جمهوری خودمختار نخجوان به دنیا آمده‌اند.

## خط و زبان
الفبا و خط رایج در این جمهوری خودمختار، تا سال ۱۹۲۹ میلادی خط و الفبای عربی-فارسی بود و پس از آن، به خط و الفبای لاتین تغییر یافت و تا سال ۱۹۳۹ میلادی از آن استفاده شد. در سال ۱۹۳۹ میلادی با اعمال سیاست‌های استالین در یکسان‌سازی خط در اتحاد جماهیر شوروی سابق خط و الفبای مردم نیز با مختصر تفاوت به الفبای سیریلیک تغییر پیدا نمود و تا سال ۱۹۹۱ میلادی به‌عنوان خط رسمی این جمهوری خودمختار به‌کار گرفته شد. در سال ۱۹۹۲ میلادی، پارلمان جمهوری آذربایجان خط رسمی این جمهوری را خط لاتین و زبان آن را که قبلاً آذربایجانی نامیده می‌شد به زبان ترکی آذربایجانی تغییر داد.

## درخواست الحاق نخجوان به ایران
در ۱۰ اردیبهشت ۱۲۹۸ و پس از چند سال جنگ و دست به‌دست شدن منطقه میان ترکیه و انگلیس، مردم نخجوان مقابل کنسولگری ایران اجتماع کرده و خواهان الحاق به ایران شدند. ۱۲ فقره تلگراف از اهالی نخجوان، حکومت، رئیس قشون محلی و محترمین به دولت ایران ارسال گردید. آنها اعلام کردند که «ایرانی نژاد» و مسلمان بوده و ۹۲ سال است بزور از خاک ایران جدا شده‌اند. دولت محلی موقت نخجوان متشکل از کلبعلی خان رئیس قشون؛ سلطان اف رئیس حکومت؛ حاج حسینعلی قربان اف رئیس ستاد قشون و چند تن از متنفذین و کلیه اعضای شورای ملی، قطعنامه ای امضا کرده و خود را ایرانی و دارای تابعیت ایران دانستند. آنان هیاتی مرکب از شیخ عبدالجبار بکتاش، مهدی قلی خان دیاربکری، حاج سید باقر حیدرزاده؛ حسین آقانوروز آزاده تعیین کرده و به تبریز اعزام داشتند و اعتبار نامه ای امضا کرده و با تعیین اختیارات آنان با یک نامه بسیار شورانگیز و مهیج خطاب به ایرانیان و اظهار تأثر از آن که ۹۲ سال به حکم زور از شما برادران خود دوریم، تقاضای الحاق به وطن داشتند. نمایندگان آنان، به تبریز آمده و به انگلیسی‌ها گفتند اگر دولت انگلیس مایل است دولتی برای ارمنی‌ها تأسیس کند؛ اراضی ارمنی نشین را به آنان واگذار نماید. دولت انگلیس نتیجه تقاضای اهالی نخجوان برای الحاق به ایران را موکول به کنفرانس صلح پاریس کرد.
محمد علی فروغی (وزیر خارجه وقت ایران در هنگام کنفرانس صلح پاریس) به مذاکرات خود با نماینده رسول‌زاده اشاره می‌کند که یکی از ۳ موضوع آن برگزاری رفراندوم برای الحاق مجدد نخجوان به خاک ایران بوده است. ۲ موضوع دیگر، یکی لزوم الحاق منطقه تالش – مغان به ایران و دیگری اعتراض به آنان برای سرقت نام آذربایجان که همواره بخشی از ایران بوده است
به مناطق شمال رود ارس بود.